# Stefano Blascovich
Stefano Blascovich (in croato: Stjepan Blašković; Villa Superiore, 2 gennaio 1689 – Macarsca, 17 novembre 1776) è stato un vescovo cattolico dalmata.

## Biografia
Stefano Blascovich nacque a Villa Superiore (in croato: Gornje Selo) sull'isola di Solta, allora parte della Repubblica di Venezia, il 2 gennaio 1689 da una famiglia di agricoltori e pescatori. Il 17 dicembre 1712 ricevette l'ordinazione sacerdotale ed entrò nella Confederazione dell'oratorio di San Filippo Neri. Gli venne affidata la parrocchia di San Nicola di Bari nella sua città natale. Conseguì anche un dottorato in diritto. Il 24 settembre 1731 venne nominato vescovo di Macarsca. Ricevette la consacrazione episcopale dal patriarca di Venezia Marco Gradenigo.
Morì a Macarsca nel novembre del 1776 all'età di 87 anni, dopo essere stato presbitero per 63 anni e vescovo per 44 anni. Gli succedette il nipote Fabiano Blascovich.

## Genealogia episcopale
La genealogia episcopale è:
- Vescovo Gerolamo Ragazzoni
- Cardinale François de La Rochefoucauld
- Arcivescovo Jean Jaubert de Barrault
- Arcivescovo François Adhémar de Monteil
- Vescovo Jacques Adhémar de Monteil
- Arcivescovo Jean-Baptiste Adhémar de Monteil de Grignan
- Vescovo Louis d'Aube de Roquemartine
- Cardinale Daniele Marco Dolfin
- Patriarca Marco Gradenigo
- Vescovo Stefano Blascovich